# ۵۰/۵۰
۵۰/۵۰ (به انگلیسی: 50/50) فیلمی آمریکایی در ژانر کمدی درام است که توسط جاناتان لوین کارگردانی شده‌است و نویسنده آن ویل ریسر می‌باشد. جوزف گوردون-لویت، ست روگن، آنا کندریک، برایس دالاس هاوارد و آنجلیکا هیوستون از بازیگران این فیلم می‌باشند. این فیلم به‌طور آزادانه از تجربه خود ویل ریسر با سرطان الهام گرفته شده‌است. همچنین کاراکتر روگن، کایل نیز بر اساس شخصیت خود روگن ساخته شده‌است. ۵۰/۵۰ از فوریه تا مارس سال ۲۰۱۰ فیلمبرداری شد. این فیلم در ۳۰ سپتامبر ۲۰۱۱ اکران شد و ۴۱ میلیون دلار فروخت. ۵۰/۵۰ مورد تحسین منتقدان قرار گرفت. همچنین نقش‌آفرینی گوردون-لویت و فیلمنامه ریسر مورد ستایش واقع شد.

## داستان
آدام در یک آژانس رادیویی کار می‌کند و با دوست دخترش زندگی خوبی را می‌گذراند. او چند وقتی است که از کمردرد های شدیدی رنج می‌برد و برای معاینه به دکتر مراجعه می‌کند. آدام در مطب دکتر، با حقیقت تلخی روبرو می‌شود که زندگی‌اش را تحت تأثیر قرار می‌دهد. او مبتلا به بیماری شوانوم شده و کمردردش هم به دلیل وجود یک تومور بزرگ در ستون فقراتش است. شانس زندگی آدام ۵۰/۵۰ است و فیلم هم به همین جهت ۵۰/۵۰ نام‌گذاری شده‌است.

## بازیگران
- جوزف گوردون-لویت در نقش آدام لرنر
- ست روگن در نقش کایل، دوست آدام
- آنا کندریک در نقش کثرین مک‌کی
- برایس دالاس هاوارد در نقش ریچل
- آنجلیکا هیوستون در نقش مادر آدام
- سرژ هود در نقش پدر آدام
- اندرو آیرلی در نقش دکتر راس
- مت فروئر در نقش میچ
- فیلیپ بیکر هال در نقش الن لامباردو
- استفانی برد در نقش سوزان
- پیتر کلامیس در نقش فیل
- جسیکا پارکر کندی در نقش جکی
- ماری اوجروپولوس در نقش آلیسون
- لورا برترام در نقش کلیر
- لوئیزا داولیویرا در نقش آگابل لوگنبرگن

## رسانه خانگی
۵۰/۵۰ در ۲۴ ژانویه ۲۰۱۲، بر روی دی‌وی‌دی و دیسک بلوری در آمریکای شمالی توزیع شد. دی‌وی‌دی و دیسک هر دو شامل نظرات، صحنه‌های حذف‌شده و ویدیوهای پشت‌ صحنه بودند.